# Hydroporus transpunctatus
Hydroporus transpunctatus är en skalbaggsart som beskrevs av Chandler 1941. Hydroporus transpunctatus ingår i släktet Hydroporus och familjen dykare. Inga underarter finns listade i Catalogue of Life.